# Кровавый узел
Крова́вый у́зел (от англ. Blood Knot) — простой, утяжеляющий конец линя, узел с дополнительными полуузлами, который завязывали на конце троса, называвшегося «линьком», и применявшегося для телесного наказания матросов на парусном флоте. Мог иметь 2—9 шлагов. Также может быть использован как сто́порный узел. Либо может быть использован как утяжеляющий конец троса узел для перебрасывания троса через что-либо на высоте (ветка дерева, балка). Если используют как украшение, то такой узел называют «капуцином». Францисканцы используют узел в декоративных целях, отчего обыватели называют узел «францисканским».

## Способ завязывания
Способ двойной простой узел

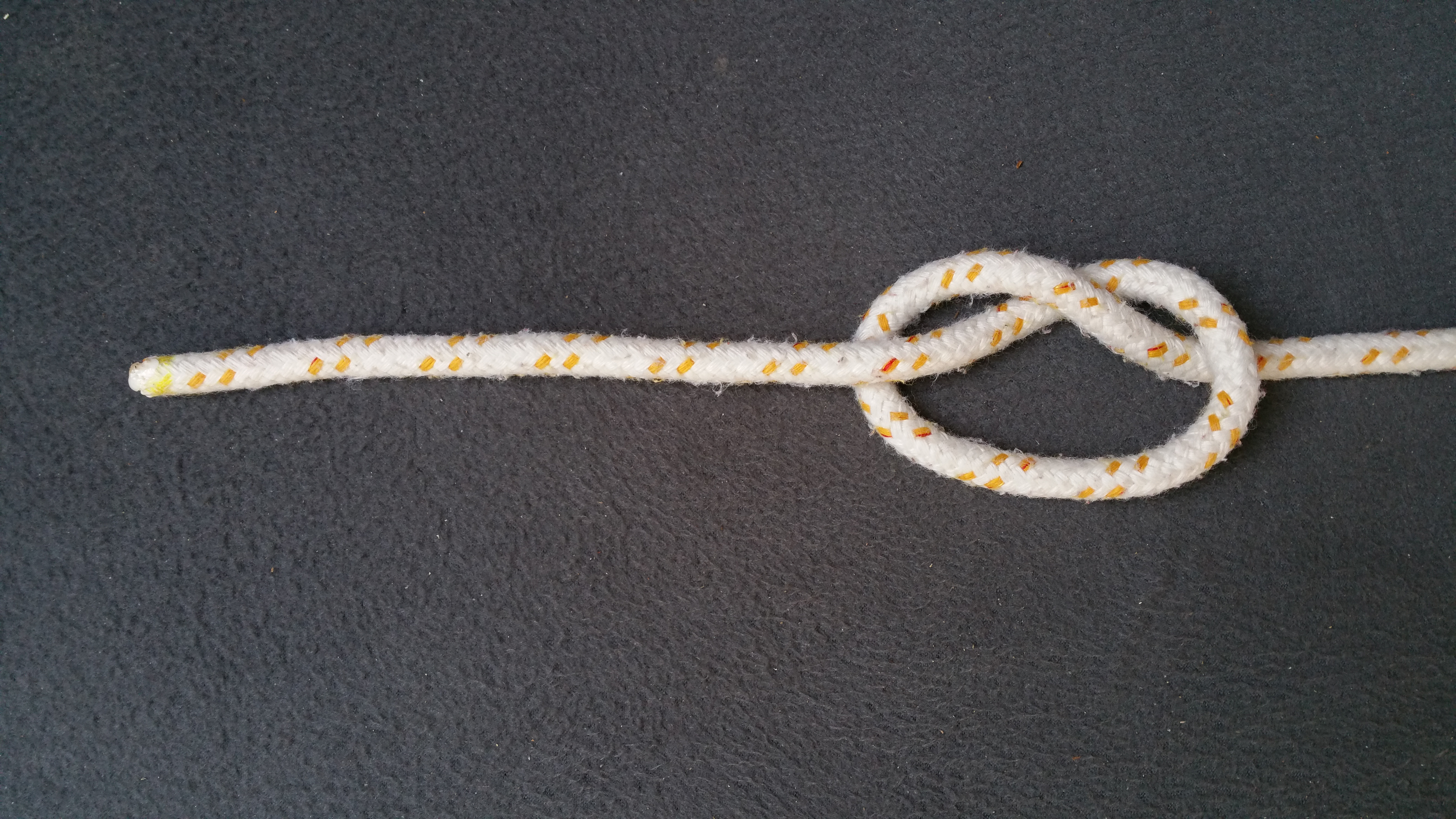
завязать простой узел
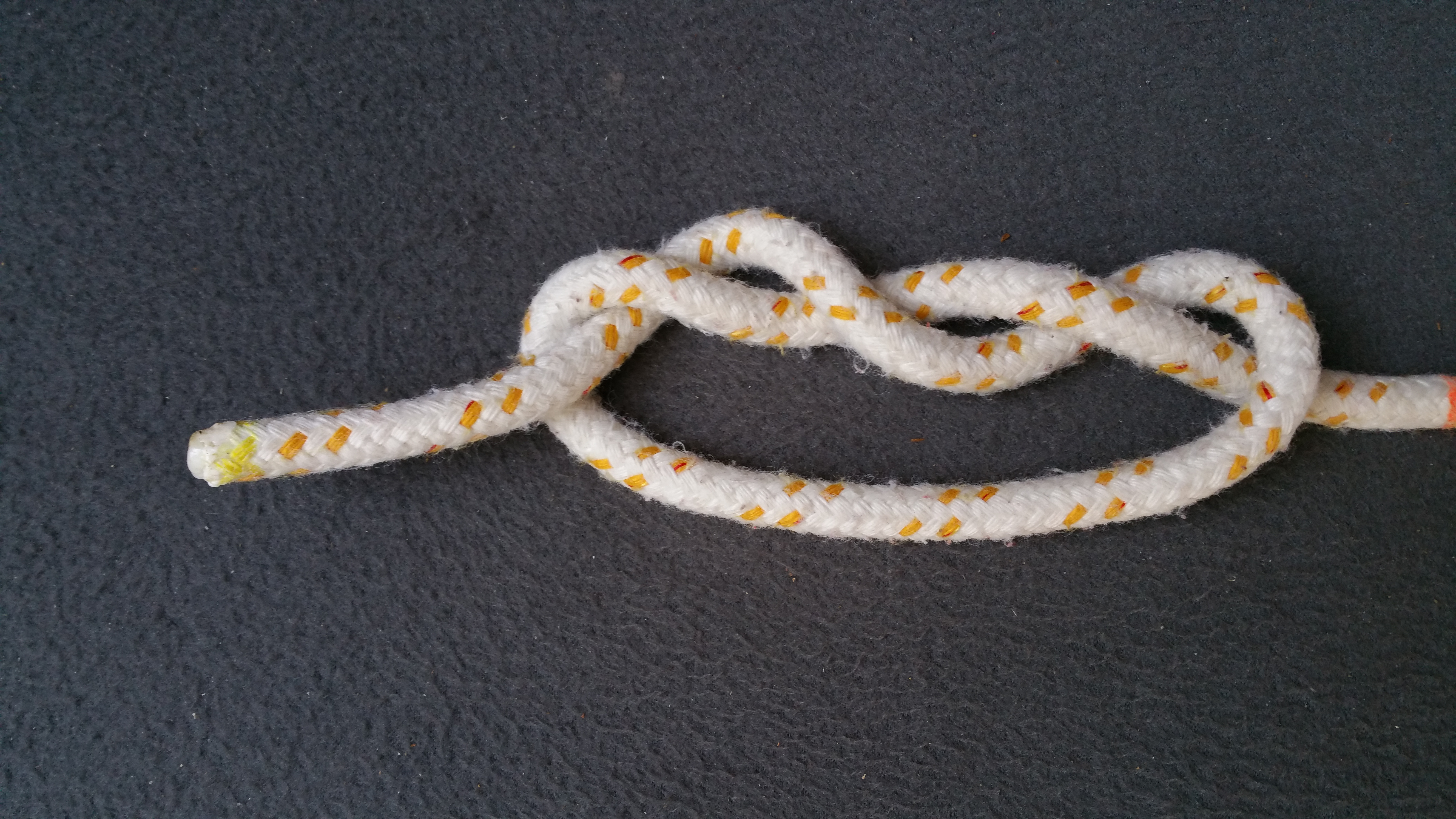
дополнительные полуузлы
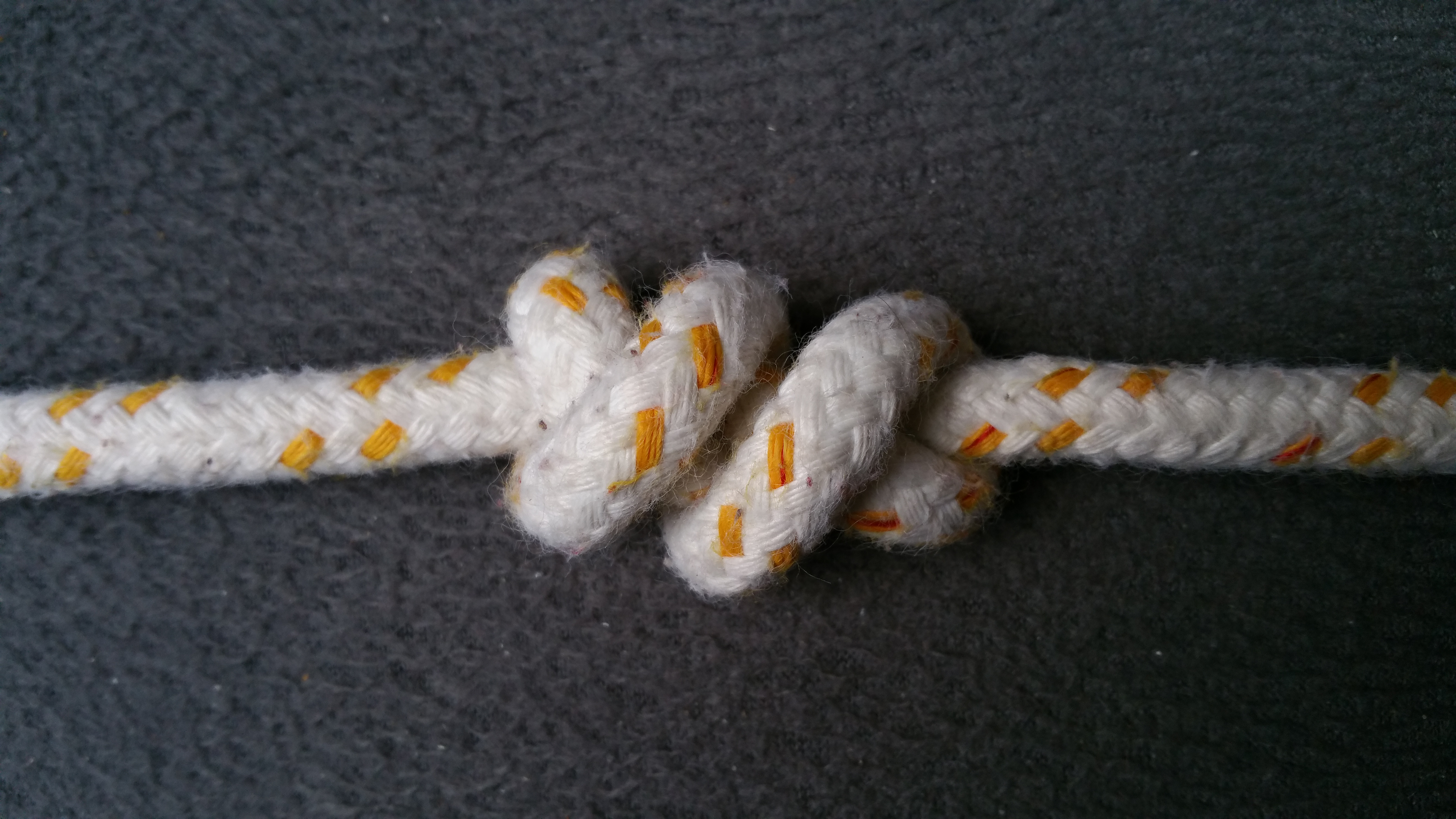
затянутый узел

Если узел используют на плети при наказании, то называют Blood Knot («кровавым» узлом), а если как стопорный, то Double Overhand Knot («двойным простым узлом») по-Эшли. По-Скрягину, использовался для наказания (или утолщения) верёвки.
Способ «кровавый» узел по-Скрягину

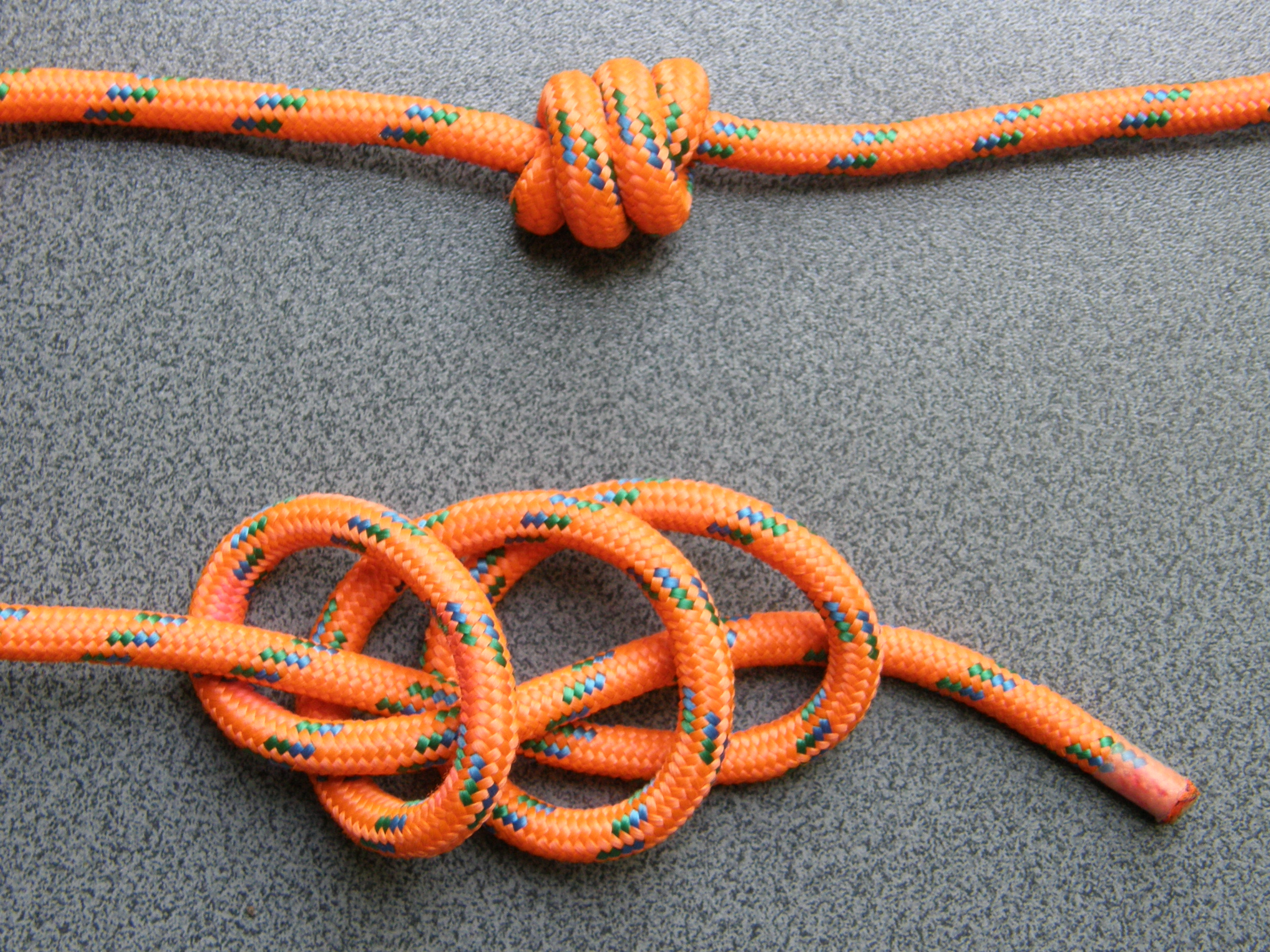
Обнести ходовой конец вокруг коренной части троса через петли
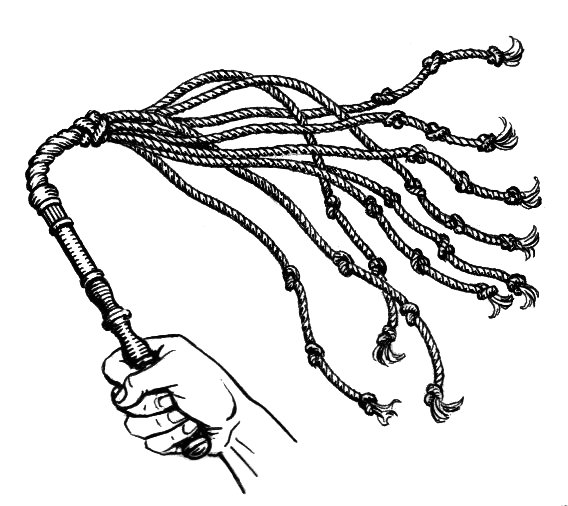
Плеть-«девятихвостка» с «кровавыми» узлами
Казнь матроса плетью с узлами

Если используют, как стопорный, то называют «стопорным» по-Дженерману и Лидсей. По-Скрягину — для наказания (или утолщения) верёвки.
Способ «францисканский» узел

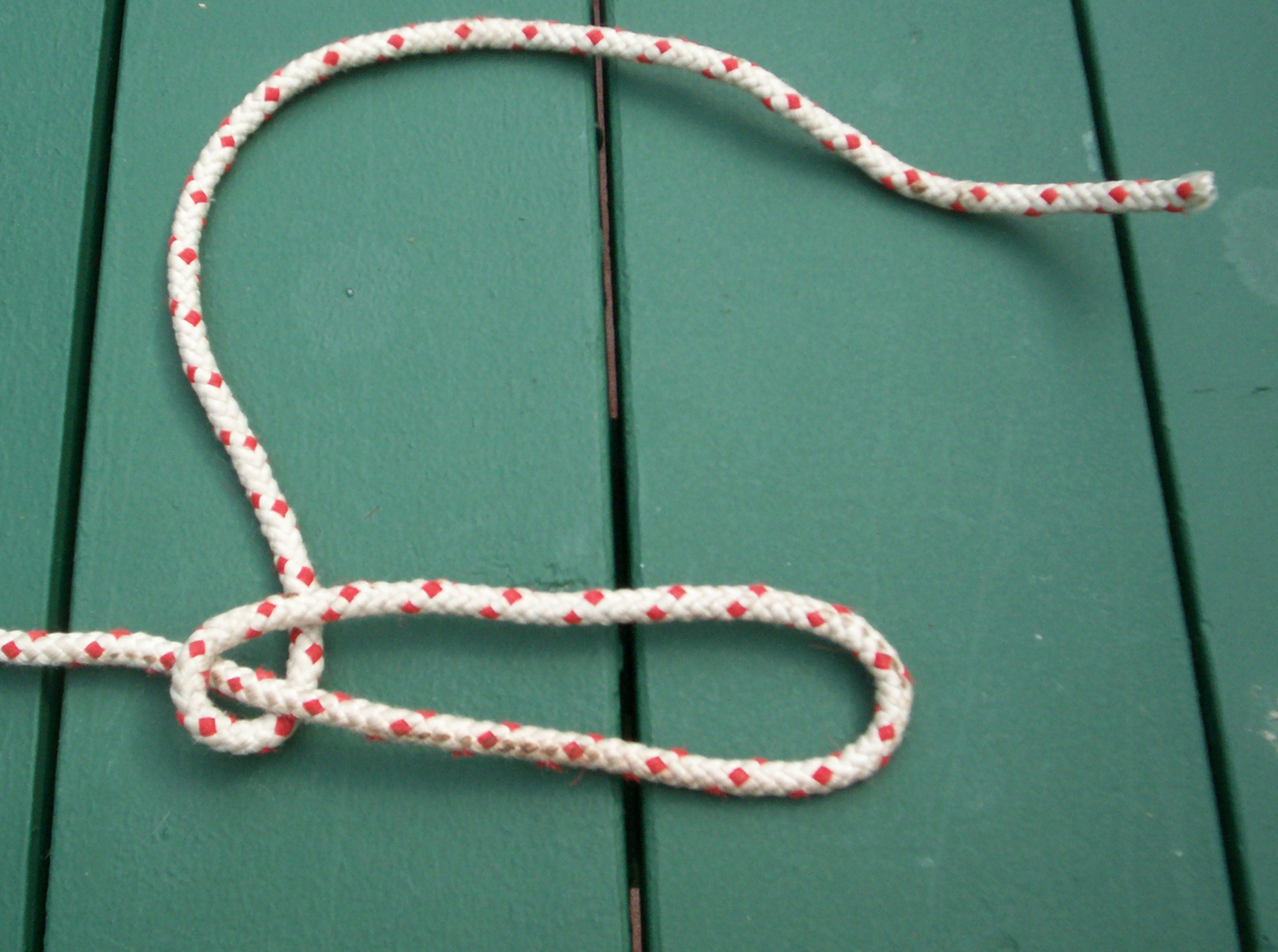
Сделать петлю
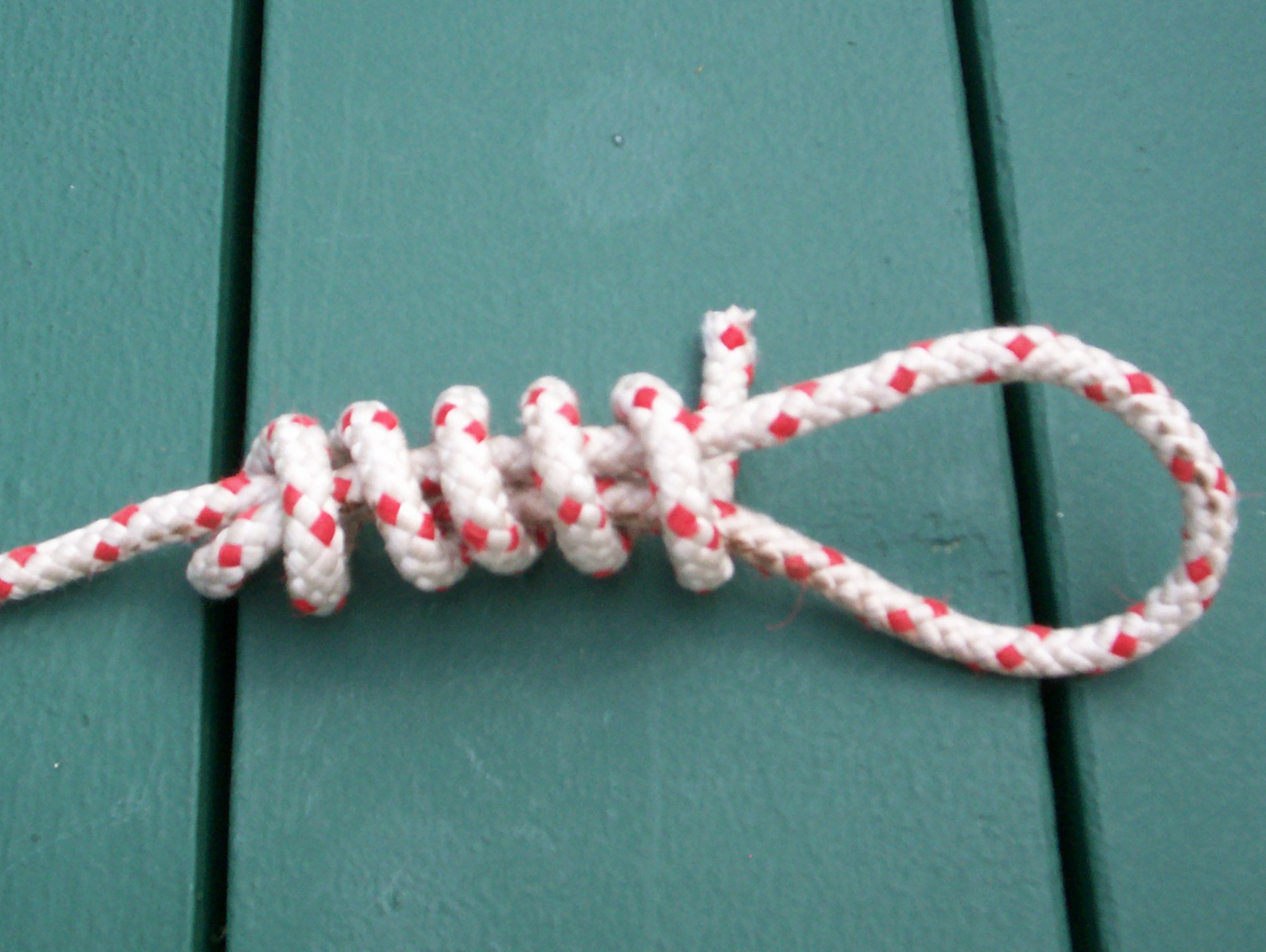
Обмотать шлагами
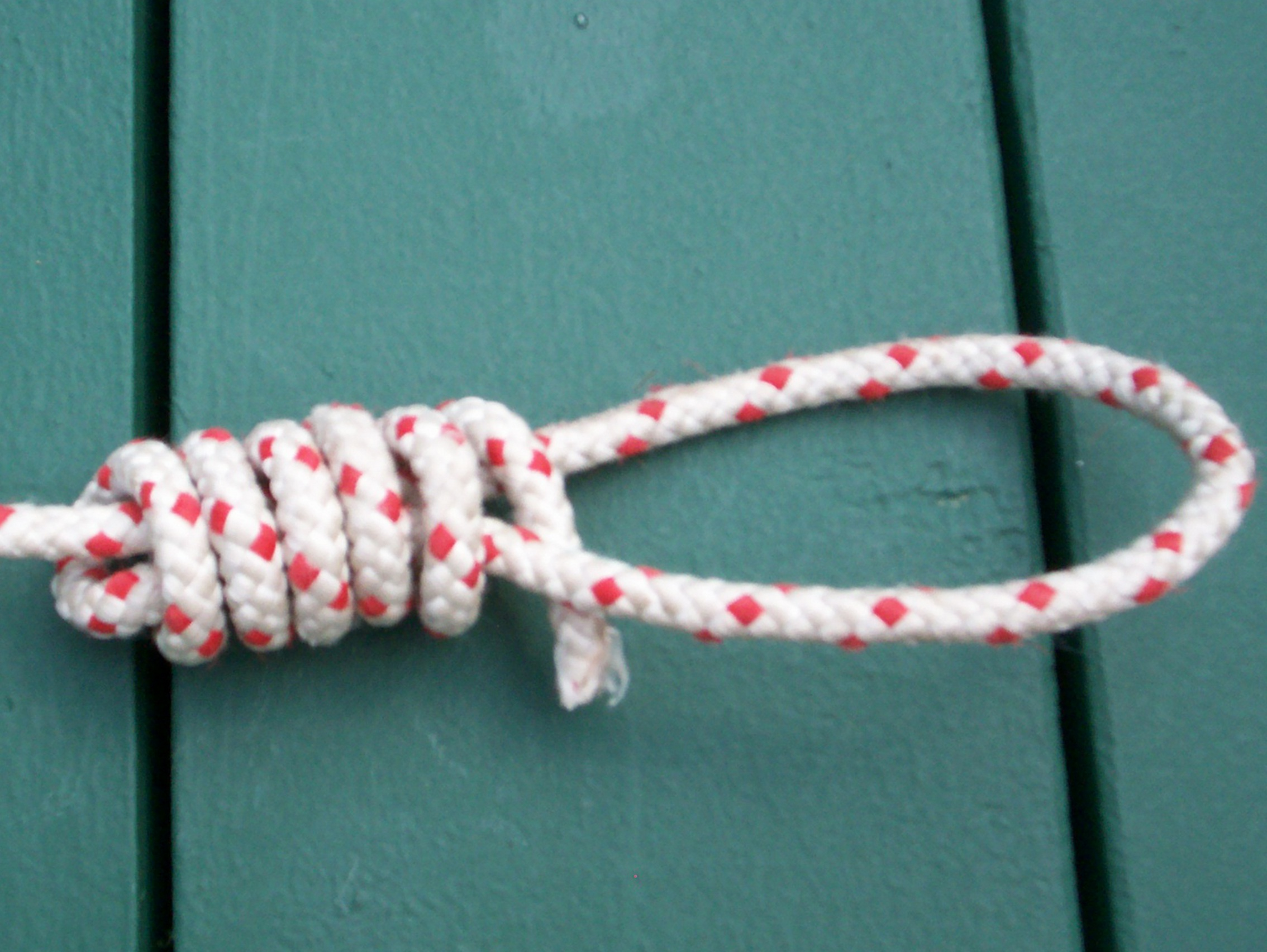
Пропустить ходовой конец в петлю
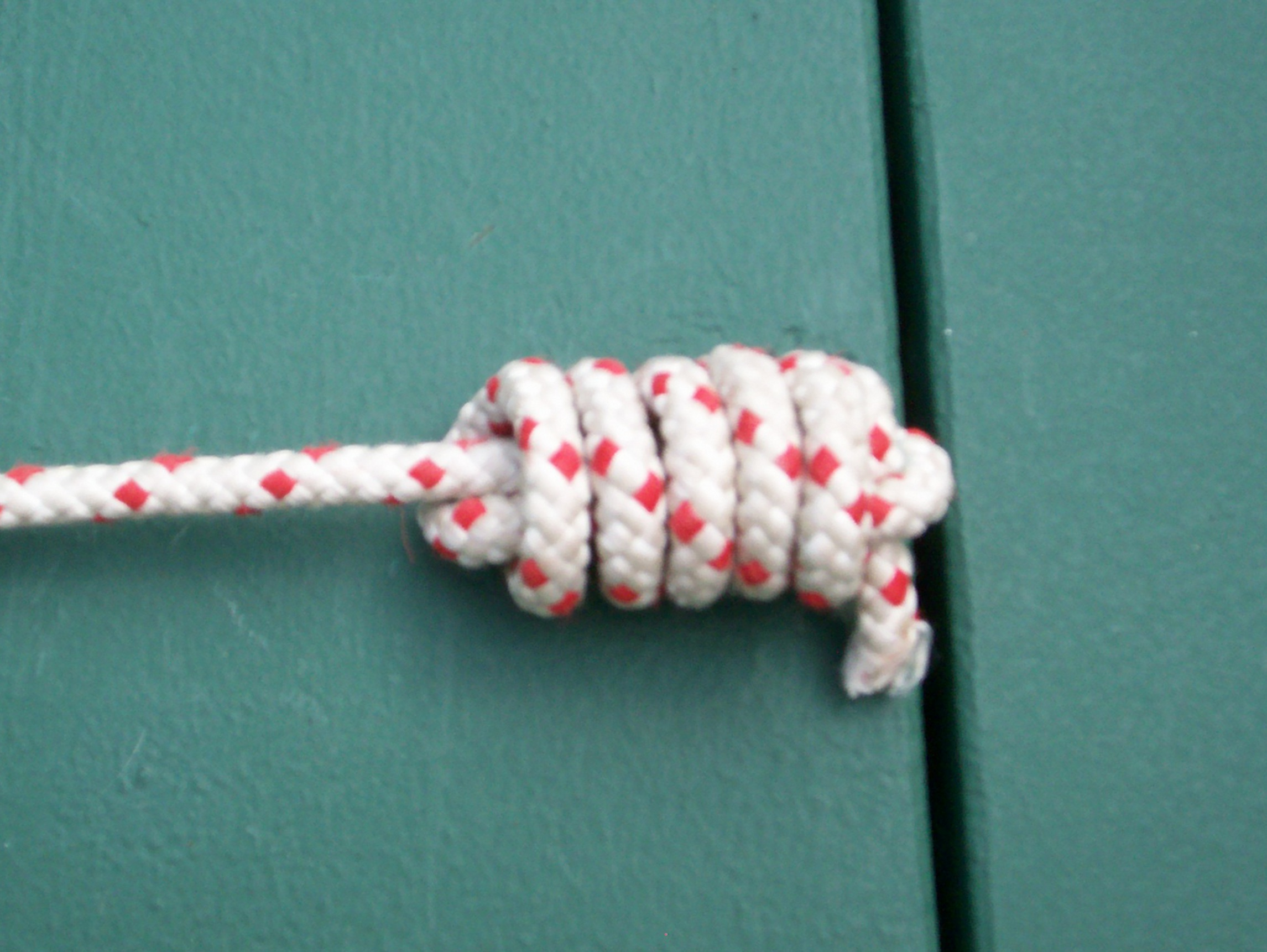
Затянуть петлю

Называют «кровавым», если используют для крепления (например, рыболовной лески к крючку или поплавку) — по-Шпаковскому, или «полукровкой» — по-Будворту.
Если узел используют на конце верёвки для утяжеления, то называют «утяжеляющим» узлом — по-Дженерману, или «затягивающимся» узлом — по-Новикову.
Если узел используют как декоративный, то называют «узлом францисканцев» — по-Новикову.

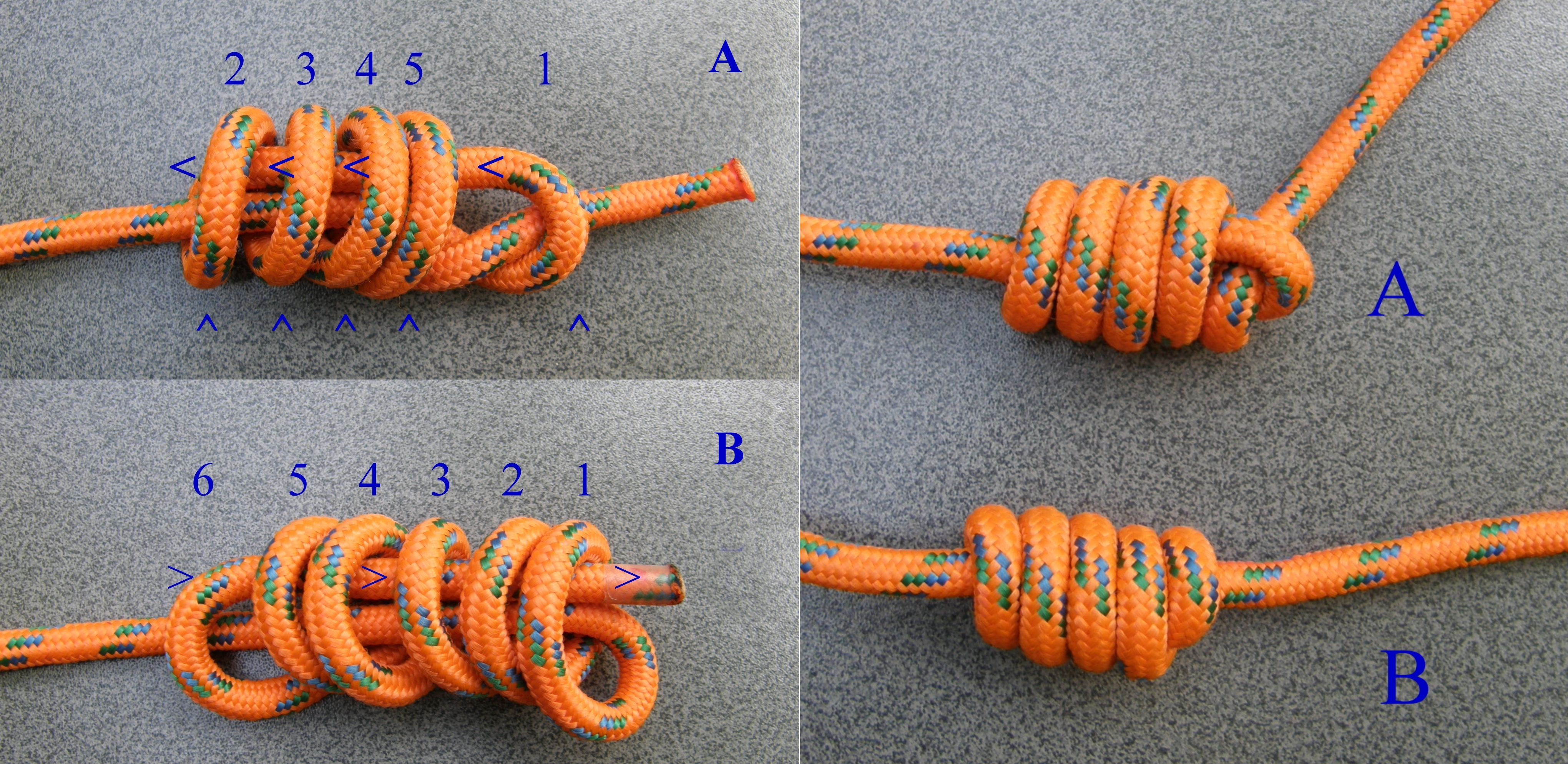
Сравнение «кровавого» узла (В) с «францисканским» (А)
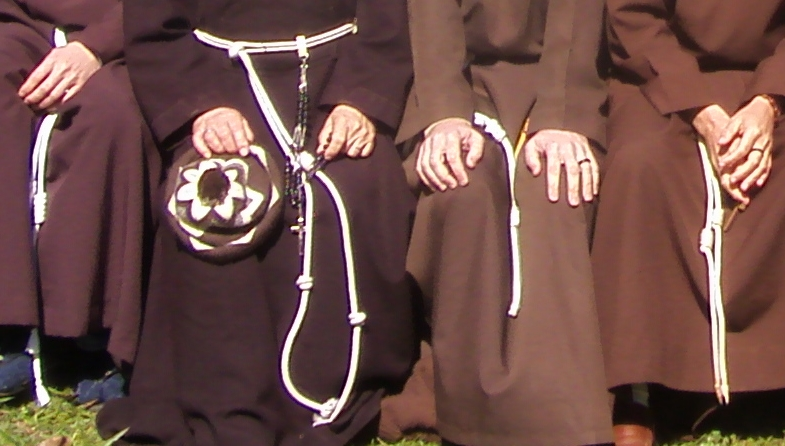
«Дисциплина» — пояс-плеть монахов-францисканцев, на которой навязаны «кровавые» узлы, чтобы было больней наказанному монаху
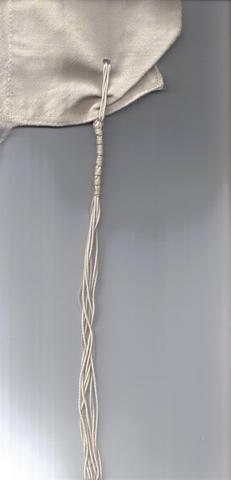
Цицит, завязанная согласно обычаю йеменских евреев — 1 узел в начале и 7 «кровавых» узлов из трёх витков с промежутками из предполагаемых, но отсутствующих узлов из голубой нити

Способ змеиный узел

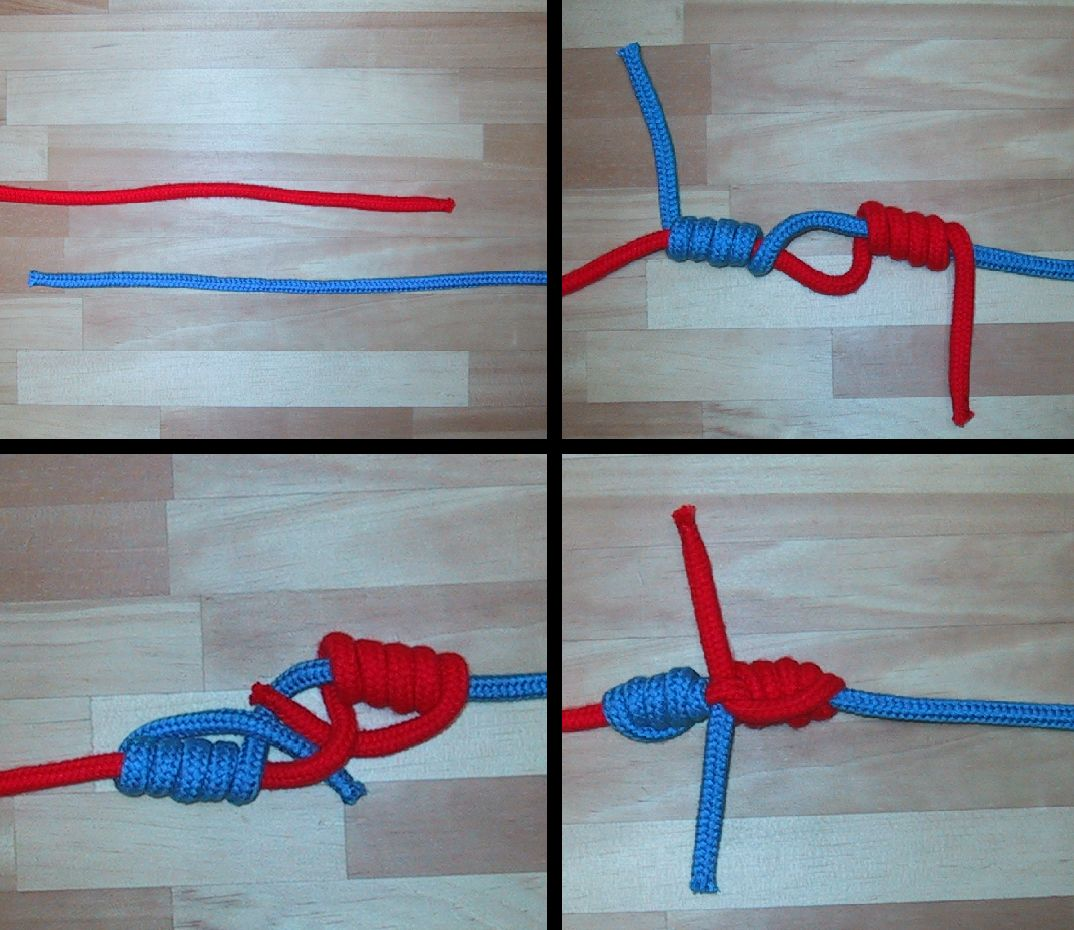

Если узел обвязывают вокруг такого же, то получают «змеиный узел», или «кровавый» — по-Будворту.

## Конфликт названий
Перевод
Проблемы кровавого узла начинаются с перевода. Blood на русский язык переводят как «кровяной», «кровные узы», а не «кровавый», но его так мало кто называет и в русских источниках он закрепился как «кровавый узел».
Несколько способов вязки
Осложняет ситуацию 3 возможных варианта завязывания узла: #516, #2203, #2004 и #295 (змеиный узел). Более того, в зависимости от использования меняют названия. Например, вариант #2004 может быть назван «кровавым», «утяжеляющим», «францисканским».
«Змеиный узел» — не «кровавый узел»
В книге Будворта кровавый узел (змеиный узел) переведён с английского Blood Knot with Inward Coil.
У Аллена blood knot переводят, как «кровавый узел» и «змеиный узел».
Названия в источниках
| img        |                                                                                  | стопор                     | петля           |                                              |                  | конец                                        | петля                            |                                   |
| ABOK       | #295, #345 barrel knot #1413 barrel knot called blood knot by Keith Rollo        | #516 double overhand knot  | #516 blood knot | threefold overhand knot #517                 | #2203            | #2004                                        | ?                                | ?                                 |
| Скрягин    | Змеиный узел (с42)                                                               | кровавый А (с13)           | ?               | ?                                            | кровавый Б (с13) | ?                                            | ?                                | -                                 |
| Свенсон    | Узел для связывания одножильных найлоновых лес и свитых рыболовных линей А (с60) | Двойной простой узел(с42)  | -               | Двойной простой узел(с42)                    | -                | Узел на бросательном конце(с42)              | -                                | -                                 |
| Крайнева   | -                                                                                | кровавый (с159)            | ?               | -                                            | -                | -                                            | -                                | -                                 |
| Максимова  | -                                                                                | -                          | -               | капуцин(с17)                                 | -                | серёжка(с17)                                 | -                                | -                                 |
| Ткаченко   | Змеиный узел Змейка(с45)                                                         | Кровавый узел (с7)         | -               | -                                            | -                | -                                            | -                                | Видоизмененный кровавый узел(с32) |
| Новиков    | Змеиный Кровяной(c41)                                                            | Многократный Кровавый (с9) | -               | -                                            | -                | Затягивающийся узел узел францисканцев (с17) | -                                | кровяной петлевой узел(с42)       |
| Джермен    | ?                                                                                | ?                          | ?               | ?                                            | стопорный (c114) | утяжеляющий узел (с116)                      | полузатянутый кровавый (с29)     | -                                 |
| Линдсей    | змеиный (с115)                                                                   | -                          | -               | -                                            | стопорный (с43)  | узел утяжеления конца троса (с35)            | -                                | -                                 |
| Будворт    | Змеиный узел Кровавый узел (c52) Blood Knot with Inward Coil                     | Двойной простой узел (c31) | ?               | Тройной (и множественный) простой узел (с32) | -                | -                                            | half blood knot полукровка(с110) | петля Друпер Dropper Loop Knot    |
| Шпаковский | Змейка (с38) Змеиный узел Кровавый узел                                          | Двойной простой узел(с12)  | -               | Тройной (и множественный) простой узел (с12) | ?                | ?                                            | кровавый (с84)                   | петля дропер(с164)                |
| Аллен      | Кровавый змеиный (с72) blood knot                                                | Двойной простой узел (с12) | ?               | -                                            | -                | -                                            | -                                | -                                 |
| Des Pawson | blood/barrel (c76)                                                               | double overhand knot (c29) | ?               | blood(overhand with many turns) (c29)        | -                | stopper knot (c31)                           | -                                | ?                                 |